# Nosferatu, eine Symphonie des Grauens
Nosferatu, eine Symphonie des Grauens (beter bekend onder de verkorte naam Nosferatu) is een Duitse horrorfilm uit 1922.
Het is de eerste echte verfilming van het boek Dracula van Bram Stoker. In 1921 werd er in Hongarije al een film gemaakt rond het personage met de titel Drakula halála ('De dood van Dracula'), maar die had noch op het gebied van verhaal of van personages ook maar iets te maken met het oorspronkelijke boek. "Nosferatu" werd geregisseerd door Friedrich Wilhelm Murnau. De rol van de vampier (die in de film Graaf Orlok wordt genoemd) wordt gespeeld door Max Schreck.

## Verhaal
Thomas Hutter, een makelaar uit het fictieve Duitse plaatsje Wisborg, krijgt in 1838 op een dag een opdracht van zijn baas Knock om in de Karpaten de verkoop van een huis af te ronden met een zekere Graaf Orlok. Hutter laat zijn vrouw Ellen achter bij zijn vriend Harding en diens vrouw Ruth voordat hij aan zijn reis begint.
Onderweg stopt Hutter in een herberg, waar de bewoners grote angst lijken te hebben voor Orlok. In zijn kamer vindt Hutter een boek over vampiers, dat hij voor hij gaat slapen doorleest. Hij moet de volgende dag te voet naar het kasteel daar de koetsier hem weigert te brengen. Hij wordt echter al snel opgehaald door de koets van de graaf. In het kasteel wordt hij welkom geheten door de graaf, die een grote hoed draagt om zijn gruwelijke uiterlijk te verbergen. Hutter handelt de verkoop af, en gaat in op het aanbod van de graaf om de nacht in het kasteel door te brengen.
De volgende dag wordt Hutter wakker in een leeg kasteel met bijtwonden in zijn nek. Hij denkt dat deze van muggen zijn, tot hij zich het boek over vampiers herinnert. Die nacht valt Orlok Hutter aan. Tegelijk krijgt Ellen thuis nachtmerries en roept Hutters naam. Ze wordt later gevonden door Harding in een coma. Haar geschreeuw stopt de aanval en Orlok trekt zich terug. Wanneer Hutter later het kasteel verkent, ontdekt hij Orlok slapend in een doodskist. De volgende ochtend vertrekt Orlok naar zijn nieuwe huis en laat Hutter achter in het kasteel. Hutter kan ontsnappen, maar dan heeft Orlok al een grote voorsprong.
Terug in Wisborg blijkt Knock te zijn opgenomen in een inrichting. Hij heeft de vreemde gewoonte ontwikkeld om vliegen te willen eten. Hutter arriveert in het dorp om iedereen te waarschuwen voor Orlok. Al snel wordt het dorp getroffen door een paar mysterieuze sterfgevallen, die worden toegeschreven aan de pest. Ellen leest ook het boek over vampiers en ontdekt zo dat een vampier niet tegen zonlicht kan. Ze besluit Orlok in de val te lokken door hem vlak voor de ochtend haar huis binnen te laten.
In de climax van de film slaagt haar plan. Orlok vergeet de opkomende zon en wordt door het zonlicht geveld.

## Rolverdeling

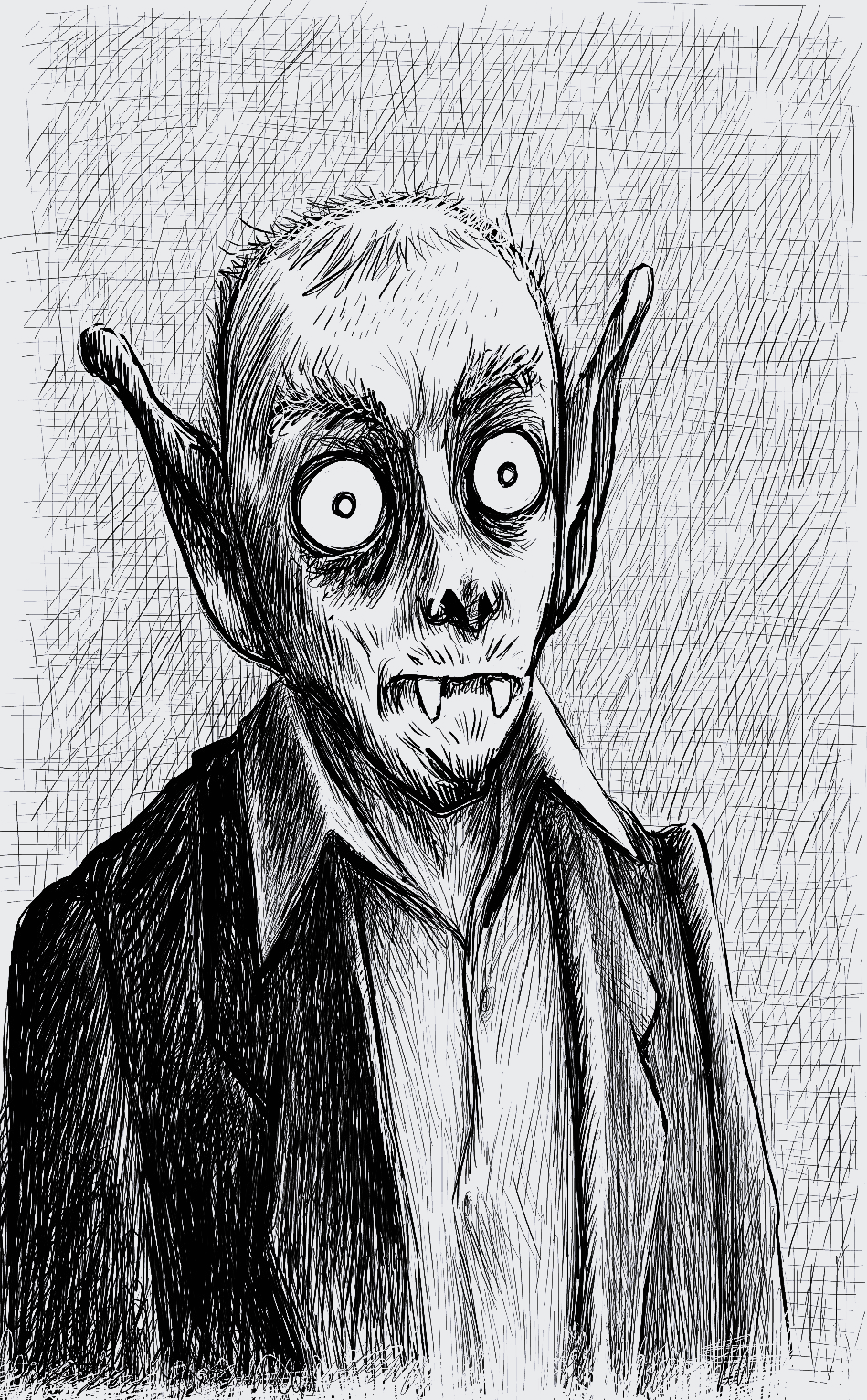
Schets van Graaf Orlok.

| Acteur                | Personage                              |
| --------------------- | -------------------------------------- |
| Max Schreck           | Graaf Orlok (graaf Dracula)            |
| Greta Schröder        | Ellen Hutter (Wilhelmina Harker)       |
| Gustav von Wangenheim | Thomas Hutter (Jonathan Harker)        |
| Alexander Granach     | Knock (Renfield)                       |
| Georg H. Schnell      | Scheepsreder Harding (Arthur Holmwood) |
| Ruth Landshoff-Yorck  | Ruth (Lucy Westenra)                   |
| John Gottowt          | Professor Bulwer (Abraham Van Helsing) |
| Gustav Botz           | Dr. Sievers (Dr. Seward)               |
| Max Nemetz            | Kapitein van de Demeter                |
| Wolfgang Heinz        | Eerste matroos van de Demeter          |
| Albert Venohr         | Tweede matroos van de Demeter          |
| Hardy von Francois    | Dokter van inrichting (onvermeld)      |
| Guido Herzfeld        | Waard (onvermeld)                      |

## Achtergrond

### Productie
De producers konden niet de auteursrechten op Bram Stokers roman in handen krijgen. Desondanks besloten ze de film toch te maken. Er zijn een aantal verschillen met de roman:
- Jonathan Harker is omgedoopt tot Thomas Hutter, en zijn vrouw heet geen Wilhelmina maar Ellen. Renfield is omgedoopt tot Knock, en is in de film de werkgever van Hutter. De film bevat een hoogleraar, Professor Bulwer, die gebaseerd is op Abraham van Helsing, maar niet in contact komt met de vampier.
- Het verhaal speelt zich af in vroeg-19e-eeuws Duitsland in plaats van victoriaans Engeland.
- De slachtoffers van Graaf Orlok veranderen niet in vampiers maar sterven gewoon: de mysterieuze sterfte wordt door iedereen (inclusief Professor Bulwer) abusievelijk toegeschreven aan de pest.
- Graaf Orlok neemt geen gedaante aan van een vleermuis en of hij wel of geen spiegelbeeld heeft komt niet in de film voor.
- Tevens is de vampier in de film niet de charismatische man die Stoker in zijn boek beschrijft, maar een monsterlijk wezen dat meer doet denken aan de vampiers uit de traditionele Oost-Europese folklore.
- Het laatste gedeelte van het verhaal verloopt totaal anders. In het boek jagen de helden de vampier op, zodat die terugvlucht naar Transsylvanië, alwaar zij hem onderscheppen en doden met messen. In de film zijn Thomas en Ellen de enigen die van de vampier weten, en offert Ellen zich op, wat haarzelf het leven kost.
- De film introduceert het concept dat daglicht fataal is voor een vampier. In Bram Stokers roman kon Dracula gewoon in het daglicht rondlopen. Van houten staken wordt in de film ook geen melding gemaakt.
- De filmlocaties buiten Duitsland waren in Slowakije (niet in Transsylvanië), bijvoorbeeld in de Hoge Tatra, Kasteel Orava, en bij de Váh.[2]

De weduwe van Bram Stoker spande een rechtszaak aan tegen de producenten. Ze won de zaak, met als gevolg dat alle negatieven en kopieën van de film vernietigd moesten worden. Op het moment dat deze uitspraak werd gedaan bleek de film echter al dermate ver te zijn gedistribueerd dat het onmogelijk was om alle kopieën te achterhalen. Derhalve is de film vandaag de dag nog steeds beschikbaar. De film bevindt zich inmiddels in het publiek domein.
De film was de eerste en tevens laatste film van Prana Film. De rechtszaak betekende hun ondergang.

### Invloed
Murnau voegde in de film aan de Dracula-legende nog wat toe: namelijk dat vampiers zouden sterven wanneer ze getroffen worden door de eerste zonnestralen. Dit kwam in de vroegere verhalen nooit voor. In het boek loopt de graaf immers rond in Londen op klaarlichte dag. Vampiers hebben echter geen bovennatuurlijke krachten (zoals de mogelijkheid om te hypnotiseren of macht over dieren zoals wolven en ratten) in het daglicht, en moeten overdag "opladen" in kisten gevuld met aarde uit hun geboortestreek.
Nadat Murnau het concept van de vampier die moet vluchten voor de zonnestralen introduceerde, werd het echter een algemeen aanvaard deel van de vampiermythe. Vandaag de dag komt dit gegeven voor in vrijwel alle vampierverhalen. Goede voorbeelden daarvan zijn de films Vampires van befaamd horrorregisseur John Carpenter uit 1998, waarin de vampiers aan sleeptouwen buiten in het zonlicht worden gesleurd om daar levend te verbranden, en Van Helsing uit 2004 van Stephen Sommers waarin een bom met geconcentreerd zonlicht wordt gebruikt om een herenhuis vol vampiers te vernielen.

### Remake
In 1979 maakte de Duitse regisseur Werner Herzog een nieuwe versie onder de titel Nosferatu: Phantom der Nacht, met Klaus Kinski als de vampier. In deze film zijn de namen uit het boek van Stoker wel gebruikt.

### Shadow of the Vampire
In 2001 verscheen de film Shadow of the Vampire waarvan het hele verhaal om Nosferatu, eine Symphonie des Grauens draait. In dit fictieve verhaal wordt gesteld dat Schreck (gespeeld door Willem Dafoe) zo overtuigend een vampier speelde in Nosferatu, omdat hij daadwerkelijk een vampier was.